# Jacques Duclos
Jacques Duclos (ur. 2 października 1896 w Louey, zm. 25 kwietnia 1975 w Montreuil) – francuski polityk komunistyczny, działacz Kominternu i Kominformu, wielokrotny deputowany do francuskiego Zgromadzenia Narodowego, kandydat w wyborach prezydenckich w 1969. Przez 35 lat był jednym z przywódców PCF oraz jej liderem w okresie, gdy działała w podziemiu (1940–1944).

## Młodość i wczesna działalność
Urodził się w rodzinie rzemieślniczej. Chociaż w wieku 12 lat wysłany na naukę zawodu, a następnie do pracy, w dzieciństwie z niezwykłą pasją czytał książki i starał się samodzielnie zdobywać wiedzę.
W 1915 został zmobilizowany i wysłany pod Verdun. Wykazał się osobistą odwagą, jednak nie przebywał długo na froncie – ranny, został po wyzdrowieniu wzięty do niewoli na Chemin des Dames. W 1920 zapisał się do partii komunistycznej, rok później był już sekretarzem komórki partyjnej 10 okręgu paryskiego. W 1924 brał udział w szkoleniu kadr partyjnych w Bobigny. Przewodził Republikańskiego Stowarzyszeniu Kombatantów (ARAC).

## Międzywojnie
W 1926 został wybrany członkiem komitetu centralnego PCF i pierwszy raz został deputowanym w wyborach uzupełniających 28 marca. W dwa lata później utrzymał mandat, wygrywając rywalizację w 20 okręgu paryskim. Jego działalność parlamentarna była jednak znikoma. Duclos poświęcał większość swojego czasu na aktywność antymilitarystyczną i wielokrotnie był skazywany za nielegalne działania w tym zakresie. Od 1928, zagrożony uwięzieniem, żył w podziemiu, wspierany przez partię, co nie przeszkadzało mu regularnie podróżować do Moskwy i działać w Kominternie i Profinternie.
W 1932 Duclos mógł, dzięki dojściu do władzy lewicy, na nowo oficjalnie działać w partii, gdzie stał się jednym z jej głównych liderów. Pisał artykuły do L’Humanité, w których zajmował się głównie sprawami międzynarodowymi, a po ogłoszeniu przez Międzynarodówkę taktyki frontów ludowych nawoływał do współpracy między francuskimi socjalistami i komunistami. W ramach działalności Kominternu wyjeżdżał do Hiszpanii i Belgii, w tym obserwował działania komunistów hiszpańskich w czasie wojny domowej.
W 1936 oficjalnie stanął na czele partyjnego wydziału propagandy; w maju tego roku został ponownie deputowanym i przewodniczącym klubu parlamentarnego komunistów, a następnie wicemarszałkiem izby.

## II wojna światowa
Duclos nie został zmobilizowany ze względu na wiek po wybuchu wojny i razem z Eugenem Friedem wyjechał z Francji. Pozostał w Belgii do czerwca 1940. W dyskusjach wynikłych między kierownictwem komunistów nt. dalszej taktyki Duclos opowiadał się w dalszym ciągu za ślepym przestrzeganiem poleceń i wskazówek napływających z ZSRR.
15 czerwca Duclos, razem z Maurice Tréandem nielegalnie dotarł do Paryża przy pomocy dyplomatów chilijskich. Idąc za radą kierownictwa Kominternu, wystąpili do władz niemieckich o zezwolenie na legalną publikację Humanité, co naturalnie skończyło się fiaskiem (do lat 70. komuniści oficjalnie milczeli o udziale Duclosa w tym rozmowach). Dopiero w sierpniu tego samego roku, ponownie na mocy polecenia z Moskwy, Duclos stanął na czele podziemnych struktur PCF, którą to rolę pełnił do powrotu Maurice Thoreza w listopadzie 1944, stale w kontakcie z Benoîtem Frachonem.
Duclos był głównym redaktorem podziemnych komunistycznych publikacji, w których konsekwentnie realizował wytyczne Kominternu, początkowo atakując głównie reżim Vichy i „imperializm brytyjski”, dopiero od 1941 przyjmując otwarcie antyhitlerowski kierunek polityczny. Większość wojny przeżył w willi w Oasis, gdzie był jedynie rzadko odwiedzany przez Frachona i skąd wychodził tylko po to, by brać udział w zebraniach podziemnego komitetu PCF z Frachonem, Charlesem Tillonem i Auguste Lecoeurem. Łączność radiowa pozwalała mu na stały kontakt z komunistami radzieckimi oraz niektórymi zbrojnymi jednostkami ruchu oporu, w tym FTP i Narodową Radą Ruchu Oporu (od 1943).
25 sierpnia 1944 wrócił do Paryża, by wziąć udział w rozmowach z Charles'em de Gaulle’em w sprawie układu sił w nowym rządzie francuskim. Po powrocie Thoreza do Francji oddał mu przewodnictwo w partii.

## Po wojnie
Od 1945 pełnił stanowisko wicemarszałka Konstytuanty; 19 czerwca tego roku zgłosił w parlamencie projekt akcji nacjonalizacyjnej na wielką skalę. Był uczestnikiem prac parlamentarnych, dał się poznać jako mówca. Równocześnie działał w Kominformie, na łamach prasy komunistycznej ponownie publikował teksty poświęcone polityce międzynarodowej. Pozostawał konsekwentnym realizatorem polityki Kremla: w 1952 i 1954 doprowadził do usunięcia z władz partii André Marty’ego, Charles’a Tillona i Georges’a Guinguoina, a następnie Auguste Lecœura, na wyraźne polecenie radzieckie.
Duclos pozostawał aktywny w ruchu antywojennym. Protestował przeciwko wojnie indochińskiej oraz zorganizował nielegalną manifestację przeciw wizycie generała Ridgwaya w Paryżu. W latach 1953–1958, w czasie dyskusji nad dalszym kształtem polityki francuskich komunistów wobec faktów zaprezentowanych w referacie Chruszczowa na XX zjeździe KPZR Duclos optował za dalszym bezwarunkowym poparciem dla ZSRR.
W 1969 otrzymał 4 808 285 głosów w wyborach prezydenckich (21%).

## Życie prywatne
W 1937 ożenił się z pielęgniarką Gilberte Roux. Nie mieli dzieci. 

## Prace Duclosa
- Batailles pour la République, 1947
- Écrits de prison (1952)
- «À l'assaut du ciel ». La Commune de Paris annonciatrice d'un monde nouveau, 1961
- l’Avenir de la démocratie, Paris, Editions sociales, 1962
- Gaullisme, technographie, corporatisme, 1963
- De Napoléon III à de Gaulle, 1964
- La Première internationale, 1964
- Octobre 1917 vu de France, 1967
- Anarchistes d'hier et d'aujourd'hui, 1968
- Qui sont donc les communistes ?, Éditions Epi, 1971
- Mémoires, Fayard, 1968–1973
- Bakounine et Marx. Ombre et lumière, Plon, 1974
- Ce que je crois, Grasset, 1974